# Spring: 5 Songs for a New Love
Spring: 5 Songs for a New Love è un extended play (EP) del cantante, compositore e produttore sudcoreano Park Jin-young, pubblicato il 29 aprile 2012 dall'etichetta JYP Entertainment.

## Descrizione
L'EP segna il ritorno di Park Jin-young sulla scena musicale dopo cinque anni, durante i quali si era dedicato principalmente alla produzione per altri artisti della JYP Entertainment. Spring: 5 Songs for a New Love si concentra sul tema della primavera e dell'amore, proponendo brani che spaziano tra i generi R&B e dance pop. Il progetto è stato accolto positivamente per il suo stile raffinato e per l'approccio melodico alla tematica amorosa.

## Tracce
1. Feel So Good – 3:27
2. 다른 사람 품에 안겨서 (Someone Else) (con Gain) – 3:19
3. 너뿐이야 (You're the One) – 3:25
4. 마지막 사랑 (Last Love) – 3:30
5. Please – 3:49[3].

## Singoli
Dall'EP sono stati estratti due singoli principali: Someone Else, in duetto con Ga-in delle Brown Eyed Girls, e You're the One. Entrambi i brani hanno ottenuto un buon successo commerciale e sono stati promossi con esibizioni televisive.